# Che Flores
Che Flores (* 18. Juli 1979 in Los Angeles, Kalifornien) ist eine US-amerikanische nichtbinäre Person, die seit der NBA-Saison 2021 im Basketballschiedsrichterwesen tätig ist. Flores trägt die Uniform mit der Nummer 91.

## Karriere

### College-Basketball
Vor dem Einstieg in die NBA leitete Flores 13 Jahre Spiele im College-Basketball u. a. in der Pacific-12 Conference, Big 12 Conference, Mountain West Conference, West Coast Conference, Big Sky Conference, Western Athletic Conference und Big West Conference.

### National Basketball Association
Flores begann im Jahr 2021 die NBA-Karriere beim Spiel der Chicago Bulls gegen die Dallas Mavericks.
Zuvor leitete Flores neun Jahre Spiele in der NBA G-League und zehn Jahre in der Women’s National Basketball Association.

## Persönliches
Flores identifiziert sich als nichtbinär und nutzt im Englischen das Pronomen „they“. Flores ist die erste offen nichtbinäre Person im Schiedsrichterwesen der NBA.